# 戴谟安
戴谟安（？—2012年12月26日），男，浙江宁波人，中华人民共和国政治人物，曾任黑龙江省人民政府副省长，黑龙江省政协副主席。